# بريان سميتس
بريان سميتس (بالهولندية: Bryan Smeets)‏ هو لاعب كرة قدم هولندي في مركز الوسط، ولد في 22 نوفمبر 1992 في ماستريخت في هولندا. لعب مع دي غرافشاب.

## وصلات خارجية
- بريان سميتس على موقع قاعدة بيانات كرة القدم.إي يو (الإنجليزية)
- بريان سميتس على موقع Soccerway.com (الإنجليزية)
- بريان سميتس على موقع عالم كرة القدم.نت (الإنجليزية)